# Vytautas Apanavičius
Vytautas Apanavičius (12 marzo 1973) è un ex calciatore lituano, di ruolo centrocampista.

## Carriera

### Club
Oltre ad aver giocato in patria, ha anche giocato all'estero, in Lettonia e Russia.

### Nazionale
Conta 19 presenze con la nazionale lituana.

## Palmarès

### Club

#### Competizioni nazionali
- Campionato lituano: 1

Ekranas: 1992-1993